# Emery Hawkins
Emery Hawkins (Jerome, 30 de abril de 1912 - Taos, 1 de junho de 1989) foi um animador americano que trabalhou em vários estúdios como Disney, Screen Gems, Walter Lantz, Warner Bros., MGM e UPA durante a era de ouro da animação. Seu trabalho mais importante são os desenhos animados do Pica-Pau, da década de 1940. Ele também trabalhou com Art Babbitt e Ken Harris no longa-metragem de animação inacabado de Richard Williams, The Thief and the Cobbler. Hawkins era conhecido pela velocidade com que animava, completando cenas com rapidez, mas com perfeição. Hawkins (junto com Babbitt, Harris e Grim Natwick) é freqüentemente mencionado no livro de Richard Williams, The Animator's Survival Kit.

## Juventude e carreira
Hawkins nasceu em Jerome, Arizona, filho de pai que foi um cowboy versátil por dois anos e de mãe pintora. Ele começou a desenhar aos dois anos de idade e sua família tinha muita história com trabalhos artísticos, incluindo suas tias. Ele foi para a North Hollywood High School, mas abandonou a faculdade. Hawkins sempre animou em flipbooks. Aos 16 anos em 1928, ele fez a animação de um palhaço andando e dançando, mostrou para a Disney, e pensou que era uma cópia de sua animação. Ele então trabalhou no estúdio de Charles Mintz. Ele começou a trabalhar na Disney desde o curta Flowers and Trees (e alguns dos urtas de Donald) até Dumbo. Ele entrou na greve dos animadores da Disney porque seus colegas disseram que nunca mais falariam com ele se ele não fizesse a greve. Ele passou a trabalhar no desenho do Pica-Pau, e foi o responsável por melhorar o design do personagem para ser mais ágil junto com Art Heinemann. Ele fez comerciais para diferentes empresas na década de 1950. Hawkins animou The Greedy em Raggedy Ann e Andy: A Musical Adventure junto com o assistente de animação Dan Haskett (que não gostou do trabalho).
Hawkins desenvolveu a doença de Alzheimer em seus últimos anos e foi forçado a se aposentar. Ele morreu em 1989 com 77 anos.

## Lista de trabalhos animados
- O Capitão e as Crianças (1938-1939) (animação de personagens)
- Pato Donald (1939-1947) (animação de personagens)
- Woody Woodpecker (1940) (animação de personagem) (codirigido: Ration Bored ) (design de personagem: Ration Bored )
- Andy Panda (1940) (animação de personagens)
- Swing Symphony (1940s) (animação) (co-direção: The Egg Cracker Suite ) (design do personagem: The Egg Cracker Suite )
- Mickey Mouse (1941) (animador de personagem)
- Looney Tunes (1946-início dos anos 1950) (animação de personagem) (animação de personagem adicional)
- Merrie Melodies (1946-início dos anos 1950) (animação de personagem) (animação de personagem adicional)
- The Bugs Bunny Show (1960) (animador)
- The Bugs Bunny / Road Runner Hour (1968) (animador)
- Play It Again, Charlie Brown (1971)
- Snoopy Come Home (1972)
- Raggedy Ann e Andy: A Musical Adventure (1977) (animação The Greedy)[4]
- The Bugs Bunny Mystery Special (1980) (animador)
- Gnomos (filme) (1980) (animador)
- The Looney, Looney, Looney Bugs Bunny Movie (1981) (animador)
- Filme Daffy Duck: Fantastic Island (1983) (animador)
- The Bugs Bunny and Tweety Show (1986) (animador)
- Quackbusters de Daffy Duck (1988) (animador)
- The Thief and the Cobbler (1993) (animador principal)